# Groenlandais (peuple)
Pour les articles homonymes, voir Groenlandais (homonymie).
Les Groenlandais ou Kalaallit peuvent être définis comme un groupe ethnique dans le sens où ils partagent une même culture groenlandaise, ont le groenlandais comme langue maternelle et sont d'ascendance groenlandaise. En 2009, les Inuits représentent 89 % de la population du Groenland, et les Danois l'essentiel des 11 % restants.